# Paco Rodriguez (beisbolista)
Steven Francis "Paco" Rodríguez (nacido el 16 de abril de 1991) es un lanzador estadounidense de béisbol profesional que es agente libre en las Grandes Ligas. Anteriormente jugó con Los Angeles Dodgers, equipo con el que debutó en 2012.

## Carrera profesional

### Los Angeles Dodgers
Rodríguez fue sleccionado en la segunda ronda del draft de 2012 por los Dodgers de Los Angeles. Varios expertos en reclutamiento sugirieron que sería uno de los primeros jugadores de este draft en debutar, debido a su anterior experiencia con el equipo de la Universidad de Florida. Después de firmar con los Dodgers, fue asignado a los Great Lakes Loons de la Midwest League de Clase A. Luego de solo seis apariciones, fue ascendido a los Chattanooga Lookouts de la Southern League de Clase AA, donde lanzó en 15 partidos con una efectividad de 1.32.
Los Dodgers promovieron a Rodríguez a las Grandes Ligas el 5 de septiembre de 2012, y se convirtió en el primer fichaje de 2012 en llegar a las mayores. Hizo su debut en un partido el 9 de septiembre contra los Gigantes de San Francisco y retiró al bateador que enfrentó. Apareció en 11 juegos con los Dodgers en 2012, como especialista zurdo, y permitió sólo una carrera en 6 2⁄3 entradas.
Rodríguez comenzó la temporada 2013 en la plantilla de Dodgers. Después de un difícil mes de abril, se convirtió en un miembro de confianza del bullpen de los Dodgers, a pesar de que disminuyó su rendimiento en septiembre y octubre bajo la pesada carga de trabajo de una temporada de la MLB. A partir de mayo hasta agosto, su efectividad fue de 1.31 en 52 apariciones. Al final de la temporada registró marca de 3-4 con una efectividad de 2.32 en 76 juegos.
Pasó la mayor parte del año 2014 con los Albuquerque Isotopes de Clase AAA, pero tuvo cuatro breves períodos diferentes con los Dodgers. En julio sufrió una distensión en un músculo de la espalda superior. En 32 juegos con los Isótopos, tuvo marca de 2-3 con efectividad de 4.40, y en 19 partidos para los Dodgers, marce de 1-0 con una efectividad de 3.86.
En mayo de 2015, Rodríguez fue agregado a la lista de lesionados, y se sometió a una cirugía de extirpación de un espolón óseo en julio.

### Atlanta Braves
El 30 de julio de 2015, en un intercambio de tres equipos, los Bravos de Atlanta adquirieron a Rodríguez, Héctor Olivera, el lanzador de ligas menores Zachary Bird y una selección competitiva del draft de 2016, mientras que los Dodgers adquirieron a Mat Latos, Michael Morse, Bronson Arroyo, Alex Wood, Jim Johnson, Luis Avilán y José Peraza, y los Marlins de Miami adquirieron a los lanzadores de ligas menores Victor Araujo, Jeff Brigham y Kevin Guzmán. Aunque se esperaba su recuperación de diversas lesiones y que debutara con los Bravos en septiembre, Rodríguez no lanzó en Grandes Ligas por el resto de la temporada 2015, y fue sometido a una cirugía Tommy John en septiembre.
El 2 de diciembre de 2016, evitó el arbitraje salarial al acordar por un año y $637,500 para la temporada 2017. Sin embargo, fue liberado por el equipo el 28 de marzo de 2017.

## Estilo de lanzar
Rodríguez posee una forma inusual y engañosa de realizar los lanzamientos, en la cual, desde la perspectiva del bateador, esconde la pelota por detrás de la cabeza antes de soltarla hacia el plato.